# Dubliny
Dubliny (deutsch Dublienen) ist ein kleiner Ort in der polnischen Woiwodschaft Ermland-Masuren und gehört zur Gmina Korsze (Stadt- und Landgemeinde Korschen) im Powiat Kętrzyński (Kreis Rastenburg).

## Geographische Lage
Dubliny liegt 500 Meter östlich der Guber in der nördlichen Mitte der Woiwodschaft Ermland-Masuren, zehn Kilometer nordwestlich der Kreisstadt Kętrzyn (deutsch Rastenburg).

## Geschichte
Der nach 1772 Dublinen, nach 1785 Doblienen und nach 1819 Doeblienen genannte Ort bestand im Wesentlichen aus einem großen Gut. 1785 wurde Dublienen als „adlig Gut mit 7 Feuerstellen“ erwähnt. 1874 kam der kleine Ort zum neu errichteten Amtsbezirk Lamgarben (polnisch Garbno), der zum Kreis Rastenburg im Regierungsbezirk Königsberg in der preußischen Provinz Ostpreußen gehörte.
Im Jahre 1820 zählte Dublienen 108 Einwohner, 1885 waren es 140, 1905 schon 159 und 1910 noch 144. Am 30. September 1928 verlor Dublienen seine Eigenständigkeit, als es sich mit dem Gutsbezirk Lamgarben (polnisch Garbno) zur neuen Landgemeinde Lamgarben zusammenschloss.
In Kriegsfolge kam Dublienen 1945 mit dem gesamten südlichen Ostpreußen zu Polen und erhielt die polnische Namensform „Dubliny“. Heute ist die Siedlung (polnisch Osada) Dubliny eine Ortschaft innerhalb der Stadt- und Landgemeinde Korsze (Korschen) im Powiat Kętrzyński (Kreis Rastenburg), bis 1998 der Woiwodschaft Olsztyn, seither der Woiwodschaft Ermland-Masuren zugehörig.
Ortsprägend ist heute die Präsenz des Justizvollzugs. In den 1970er Jahren wurde ein Gefängnis errichtet, das zu Beginn des 21. Jahrhunderts eine Erweiterung erfuhr.

## Kirche
Vor 1945 gehörte Dublienen zur evangelischen Kirche Lamgarben in der Kirchenprovinz Ostpreußen der Kirche der Altpreußischen Union sowie zur katholischen Pfarrei Rastenburg im Bistum Ermland.
Heute gehört Dubliny evangelischerseits zur Gemeinde Kętrzyn in der Diözese Masuren der Evangelisch-Augsburgischen Kirche in Polen. Katholischerseits ist Dubliny in die Pfarrgemeinde Garbno (Lamgarben) im jetzigen Erzbistum Ermland eingegliedert, die die Gefängnisseelsorge in Dubliny als eine besondere Aufgabe ansieht.

## Verkehr
Dubliny liegt an einer Nebenstraße, die die beiden Woiwodschaftsstraßen DW 590 und DW 592 (einstige deutsche Reichsstraße 135) miteinander verbindet. Eine Anbindung an den Bahnverkehr besteht nicht.